# I=U=WE : 序
I=U=WE : 序 é o segundo extended play do grupo masculino Chinês Boy Story. O EP foi lançado digitalmente e fisicamente no dia 9 de março de 2020 pela JYP Entertainment e Tencent.

## Lista de músicas
Créditos adaptados do Mk
| N.º            | Título             | Letras         | Música         | Arranjo        | Duração |  |
| 1.             | "Intro : Boystory" |                |                |                | 2:18    |  |
| 2.             | "Ru Guo"           |                |                |                | 3:28    |  |
| 3.             | "Energy"           |                |                |                | 3:38    |  |
| 4.             | "Xu Gao Bai"       |                |                |                | 3:35    |  |
| 5.             | "Bi Ci"            |                |                |                | 2:19    |  |
| Duração total: | Duração total:     | Duração total: | Duração total: | Duração total: | 18:00   |  |

## References
1. ↑  «BOY STORY《I=U=WE:序》中首支单曲在酷狗释出，还将空降翻牌». sina. Consultado em 15 de julho de 2020
2. ↑  «'JYP 中 보이그룹' 보이스토리, 온라인 언택트 공연 동접자 338만 기록». mk (em coreano). Consultado em 20 de julho de 2020